# Casa do Barão de Gurgueia
A Casa do Barão de Gurgueia é um prédio histórico localizado no município brasileiro de Teresina. Desde de 1994 a casa abriga a Casa da Cultura de Teresina.

## Histórico
Anteriormente o imóvel pertencia ao Sr. João do Rego Monteiro, o Barão de Gurgueia (1809-1897), era sua residência familiar, foi uma das primeiras casas a ser construída na recém inaugurada capital do Piauí, concluída por volta de 1880. Localizava-se ao lado de outras edificações erguidas pelo Barão, que era um grande incentivador do desenvolvimento urbano de Teresina.
Entre 1906 e 1911, o Monsenhor Joaquim d’Almeida instalou um Seminário no prédio. Em 1913, após o falecimento do Barão, seus herdeiros venderem o prédio para a Arquidiocese de Teresina, que manteve o seminário no local por mais um tempo, vindo a ser fechado posteriormente.
Após o fechamento do seminário, virou residência episcopal, passou por algumas alterações na fachada principal, na gestão de D. Otaviano Pereira de Albuquerque. Dom Severino Vieira de Melo, substituto de D. Otaviano, reabriu o Seminário e ergueu um anexo para servir de sua moradia. Posteriormente o seminário foi desativado novamente e a casa foi adquirida pelo Estado que passou a utilizá-la por vários anos, como sede do DNOCS no Piauí. Após isso, abrigou o Colégio Estadual Pedro II, que fez diversas modificações no prédio. Em 1986, conforme decreto estadual Nº 6.775, de 21 de julho de 1986, foi tombado pelo Departamento do Patrimônio Histórico, Artístico e Natural do Piauí.
Em 1993, iniciaram-se as obras de restauro do prédio através de convênio entre a Prefeitura de Teresina e o Governo do Estado do Piauí. Assim, em 1994, após a restauração, foi inaugurada a Casa da Cultura de Teresina, pelo Governador Guilherme Melo e Prefeito Raimundo Wall Ferraz.
Com o objetivo de preservar o casarão, promover e divulgar a cultura do Estado e especialmente a do município, proporciona a estudantes, pesquisadores, turistas e a comunidade em geral a oportunidade de conhecer, através de seu acervo museológico, à consulta às fontes de pesquisa bibliográficas e arquivísticas. Além de promover formação cultural e por meio de cursos, oficinas de arte e outras atividades culturais. Abriga também o Balé da Cidade de Teresina.
Em fevereiro de 2021, com problemas estruturais, risco de desabamento do teto e até de incêndios, está em revisão uma reforma urgente no casarão e a transferência da Casa da Cultura para a Casa Carlotinha.

## Arquitetura
A Casa do Barão de Gurgueia é um dos mais belos exemplares da arquitetura eclética piauiense durante o século XIX, com as tradicionais portas e janelas ogivas e sua imponente escadaria que lembra uma casa de engenho.
É construída em pedra argamassada e paredes espessas em adobe, apresentando uma planta no formato da letra 'L'.O assoalho de madeira composto de tábuas claras e escuras possivelmente faz parte da construção original da residência. Nas suas janelas coroadas por arcos ogivais, observa-se um cuidadoso trabalho em suas bandeiras.
Possui um porão alto, uma característica não muito usual nas construções realizadas no estado àquela época. Devido a este porão, há uma escadaria em sua fachada para permitir o acesso ao pavimento superior e  também foi necessário vigamentos de madeira lavrada a enxó como apoio para o pavimento térreo, onde ficava a cozinha e acomodações dos criados e escravos.
Pela escadaria adentra-se em uma grande sala que se comunica com a sala de visita, os dormitórios e o escritório do Barão. Existe um corredor central que além de percorrer toda a área interna da edificação, também dá acesso ao porão, cujas várias salas conectam-se a uma grande varanda que por sua vez dá acesso ao pátio interno. Ao contrário de muitas residências do Vale do Paraíba que começaram a suprir suas varandas, neste exemplar ela permanece como um importante espaço de sociabilidade.